# Nógrádmarcal
Nógrádmarcal is een plaats (község) en gemeente in het Hongaarse comitaat Nógrád. Nógrádmarcal telt 567 inwoners (2001).